# نبرد جنگساری
نبرد جنگساری (به انگلیسی: The Battle of Jangsari) به معنای واقعی کلمه جنگساری: قهرمانان فراموش شده است. یک فیلم سینمایی کره‌ای اکشن - جنگی محصول سال ۲۰۱۹ به کارگردانی مشترک کواک کیونگ تاک و کیم ته هون، با بازی کیم میونگ-مین، مگان فاکس و چوی مین هو در نقش‌های اصلی. این اثر دومین قسمت از سه‌گانه پس از عملیات کرومیت است.
مگان فاکس در نقش مارگرویت هیگینز، گزارشگر آمریکایی و خبرنگار جنگ نیویورک هرالد تریبون را بازی می‌کند، که جنگ کره را تهیه کرده و از جامعه بین‌المللی خواستار کمک شده‌است. کیم میونگ مین در نقش یک فرمانده گروه ویژه چریکی بازی می‌کند در حالی که چوی مین هو در نقش یک سرباز سطح پایین بازی می‌کند. جرج ایدز نقش رهبر عملیات است.
این فیلم تولید شده توسط کمپانی برادران وارنر فیلم از ۲۵ سپتامبر ۲۰۱۹ به صورت اکران در سینماها در کره جنوبی اکران شد و در ۴ اکتبر ۲۰۱۹ در آمریکا منتشر شد.

## خلاصه داستان
داستان این فیلم اکشن و جنگی دریارهٔ نبرد اینچئون در دههٔ پنجاه میلادی و در طول جنگ کره می‌باشد. سربازانی که به هر طریقی جان‌فشانی می‌کنند تا در این نبرد به پیروزی دست پیدا کنند، تا به هدفشان برسند، اما…

## فیلمبرداری
فیلمبرداری اصلی در ۳ اکتبر ۲۰۱۸ آغاز شد و در ۱۲ ژانویه ۲۰۱۹ به پایان رسید.

## اکران فیلم
این فیلم در ۱۰۹۰ سینمای کره جنوبی در تاریخ ۲۵ سپتامبر ۲۰۱۹ اکران شد. با زیرنویس انگلیسی در ۴ اکتبر ۲۰۱۹ به صورت اکران سینمایی در ایالات متحده آمریکا منتشر شد.